# تودی‌منقارها
تودی‌منقارها (نام علمی: Todiramphus) نام یک سرده از زیرخانواده ماهی‌خورک درختی است.